# Remigny (Aisne)
Remigny é uma comuna francesa na região administrativa de Altos da França, no departamento de Aisne. Estende-se por uma área de 10,07 km². Em 2010 a comuna tinha 353 habitantes (densidade: 35,1 hab./km²).